# إعجاب متبادل
الإعجاب المتبادل (بالإنجليزية: Reciprocal liking)‏ هو مصطلح نفسي يصف ظاهرة ميل الأشخاص للإعجاب بمن يعجب بهم. وهو يعكس فكرة أن الأشخاص يشعرون بشعور أفضل تجاه أنفسهم عند علمهم بأنهم محبوبين وكذلك يتمتعون بصحبة أولئك الذين يعطونهم مشاعر إيجابية. ويعتبر الإعجاب المتبادل عاملا مهما في تكوين الصداقات وجذب الأشخاص.

## الانجذاب
في تجربة قام بها غولد، ريكمان، وموسلي (1984)، أظهر المشاركون الذكور اهتماما متزايدا لدى الكونفدرالية الأنثوية اللواتي أجرى اتصالا بالعين، أو تمايلن واستمعن باهتمام، على الرغم من عدم الاتفاق على قضايا مهمة.